# Fear City
Fear City (br: Cidade do Medo pt: Nova Iorque, 2 Horas da Manhã) é um filme de ação, drama e mistério policial de suspense erótico neo-noir produzido nos Estados Unidos em 1984, dirigido por Abel Ferrara e estrelado por Tom Berenger, Billy Dee Williams, Jack Scalia e Melanie Griffith. O roteiro foi escrito pelo colaborador de longa data de Ferrara, Nicholas St. John. É considerado um filme cult.
O filme segue um promotor de boate (Berenger) e um detetive da polícia (Williams), investigando um assassino em série brutal mirando strippers em Manhattan.

## Sinopse
Nova York - A cidade da fantasia e da aventura. Também a cidade do medo e da violência. Aqui o prazer é lucrativo e a noite pertence aos marginais. Um assassino á solta na cidade espalha o pânico e a policía é ineficiente em sua captura. Mas a cidade tem suas próprias leis e, às vezes, os papéis se invertem quando os marginais são os verdadeiramente honestos.

## Elenco
- Tom Berenger .... Matt Rossi
- Billy Dee Williams .... Det. Al Wheeler
- Jack Scalia .... Nicky Parzeno
- Melanie Griffith .... Loretta
- Michael V. Gazzo .... Mike
- Rossano Brazzi .... Carmine
- Rae Dawn Chong .... Leila
- Janet Julian .... Ruby
- John Foster .... Pazzo, o assassino[5]
- María Conchita Alonso .... Silver (como Maria Conchita)
- Joe Santos .... Frank
- Ola Ray .... Honey
- Tracy Griffith .... Sandra Cook
- Emilia Crow .... Bibi (como Emilia Lesniak)
- Jan Murray .... Lou Goldstein
- Daniel Faraldo .... Sanchez

## Lançamento
Fear City estreou em Nova York, estreando em 15 de fevereiro de 1985, e em Los Angeles em 8 de março de 1985.

### Mídia doméstica
Foi originalmente lançado em DVD em 28 de novembro de 2000, através da Anchor Bay Entertainment com o trailer para o cinema como um longa-metragem especial. Em 17 de julho de 2012, o filme foi lançado nos Estados Unidos em Blu-ray Disc pela Shout! Factory e inclui a versão sem cortes de aproximadamente 97 minutos e a versão para o cinema de 95 minutos. O único recurso extra é um trailer.

## Resposta crítica
O filme recebeu críticas mistas da crítica de cinema. No agregador de críticas Rotten Tomatoes, o filme tem uma taxa de aprovação de 67% com base em 9 avaliações, com uma classificação média de 6,0/10. A crítica de cinema do New York Times Janet Maslin disse que "Fear City também mostra a habilidade do Sr. Ferrara com cenas de ação e com narração não verbal." Maslin continua e descreve "o talento visual do Sr. Ferrara para o inesperado não é compatível com um dom equivalente para o desenvolvimento de personagens, mas Fear City não tenta fazer da personalidade seu forte terno. Seus maiores pontos de venda, ritmo rápido e um visual brilhante e duro, são tanto quanto o gênero requer."Gene Siskel do Chicago Tribune escreveu "Fear City está preocupado apenas com emoções superficiais - dançarinas exóticas, artes marciais, ataques de faca e socos de nocaute."